# Wojciech Fibak
Wojciech Fibak (ur. 30 sierpnia 1952 w Poznaniu) – polski tenisista, finalista Masters i czterokrotny ćwierćfinalista turniejów wielkoszlemowych w grze pojedynczej, zwycięzca Australian Open w grze podwójnej, biznesmen. Jest uznawany za jednego z najlepszych polskich tenisistów w historii.

## Życiorys

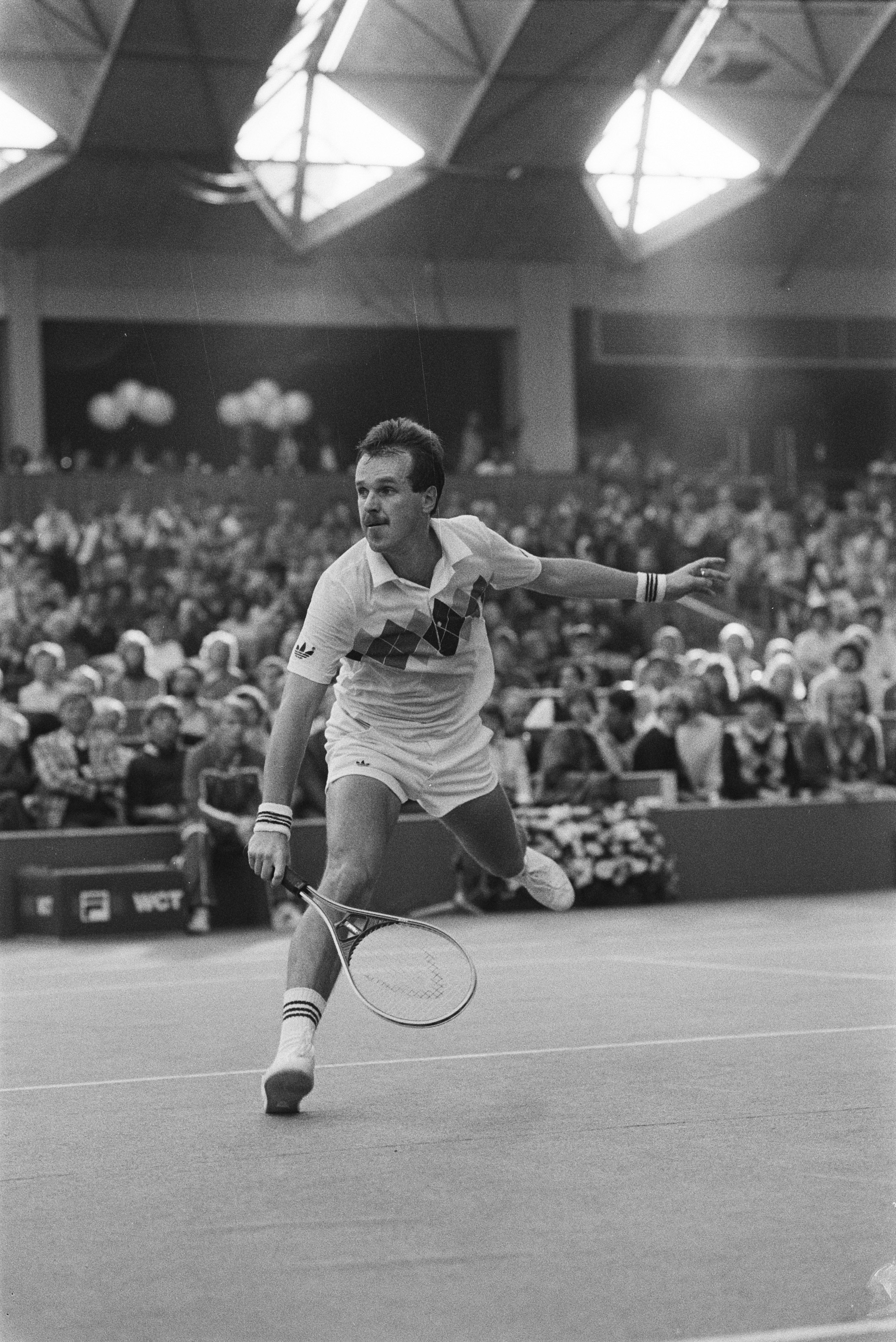
Wojciech Fibak (1982)

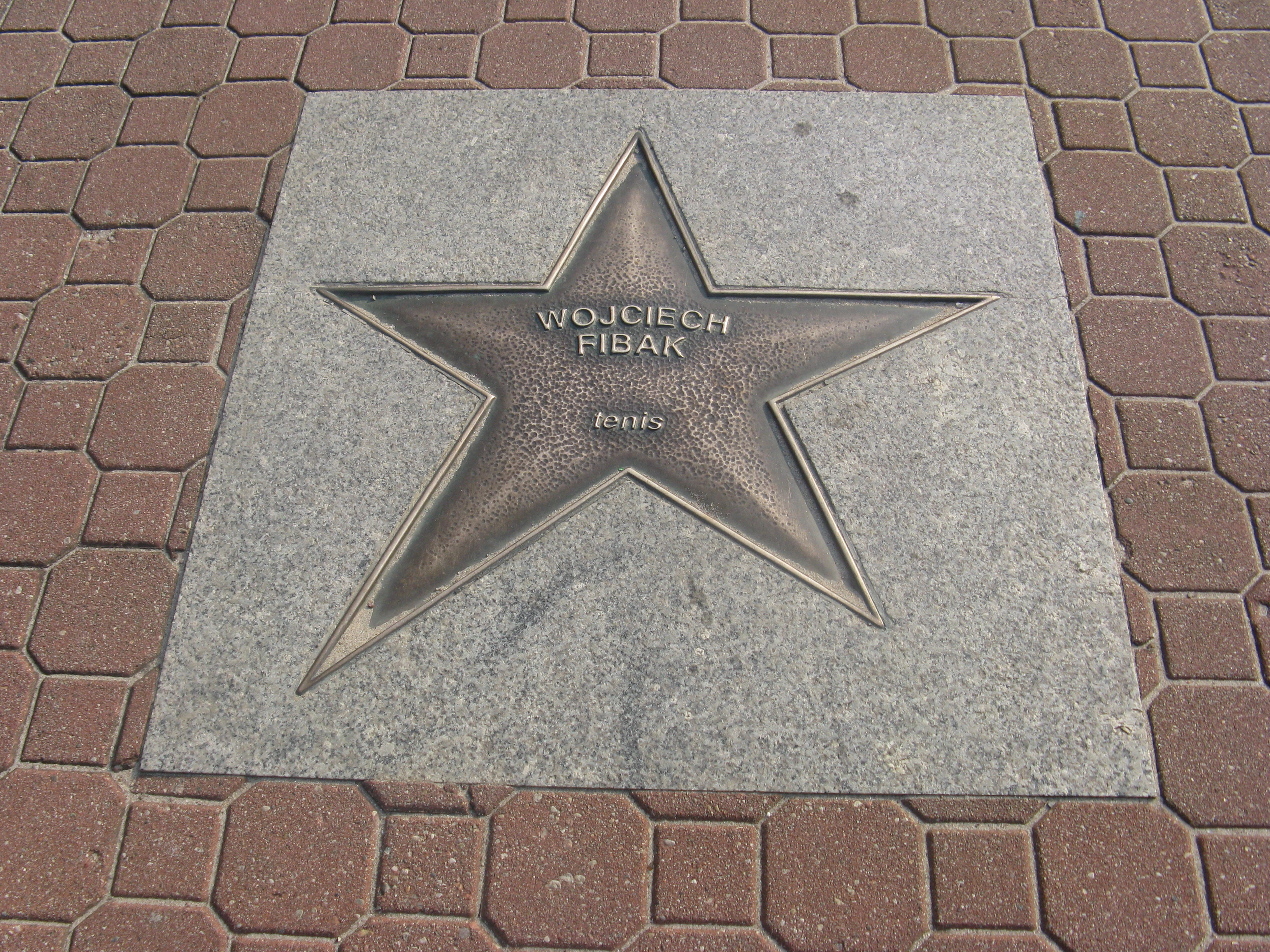
Gwiazda w Alei Gwiazd Sportu we Władysławowie

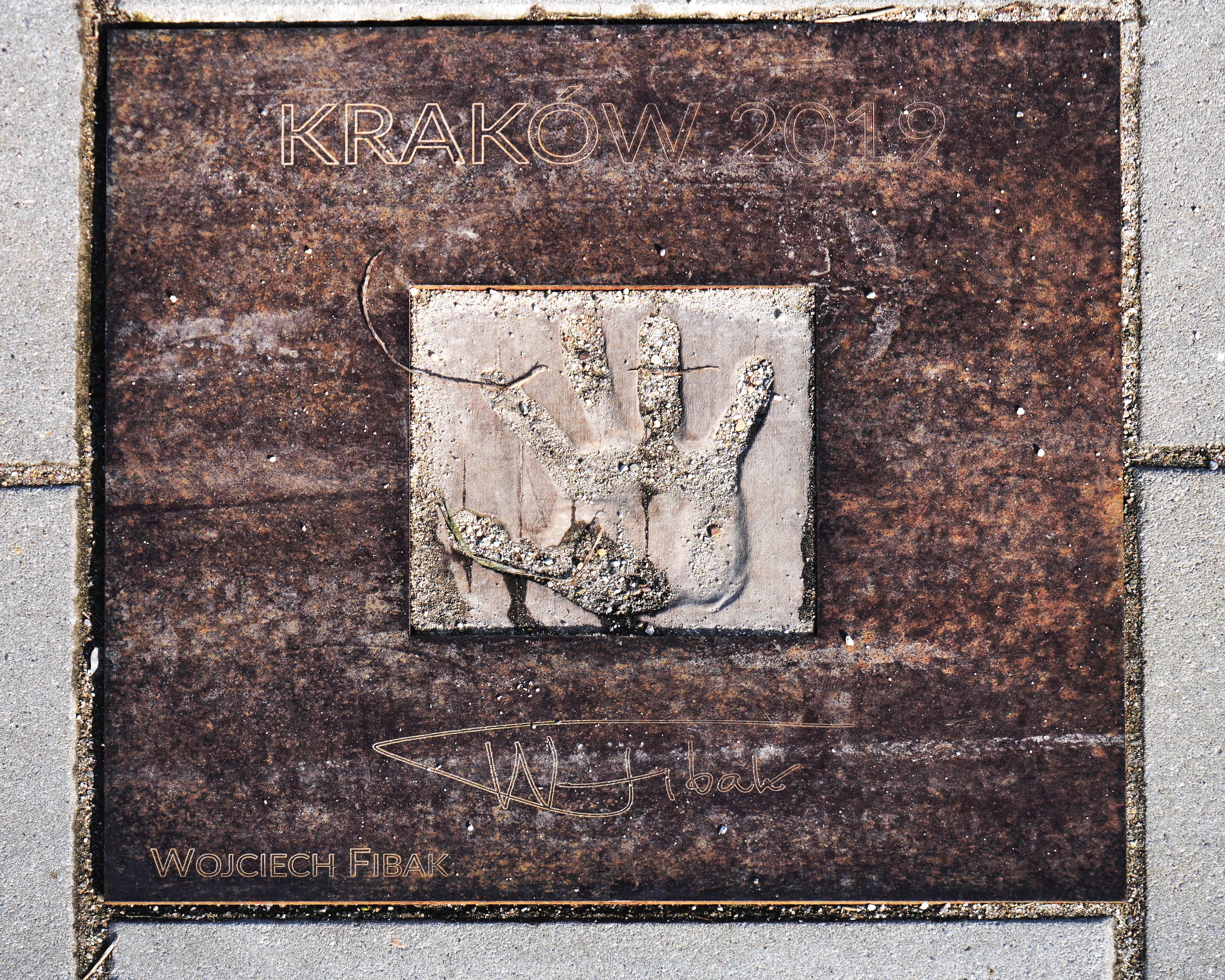
Odcisk dłoni Wojciecha Fibaka na Alei Gwiazd Tenisa w Krakowie

Syn Jana, chirurga, profesora Akademii Wychowania Fizycznego w Poznaniu, który zachęcił go do treningów tenisowych. Został zawodnikiem AZS Poznań (od 1975 GKS Olimpii Poznań), zdobył mistrzostwo Polski juniorów oraz mistrzostwo Polski seniorów w hali (1970). Zwrócił na siebie uwagę ówczesnego kapitana związkowego Polskiego Związku Tenisowego Zbigniewa Bełdowskiego, który umożliwił mu rywalizację w imprezach międzynarodowych. W 1973 Fibak wygrał turniej Trofeo Bonfiglio w Mediolanie (dla graczy do lat 21, wcześniej uważany za nieoficjalne mistrzostwa Europy w tej kategorii wiekowej), pokonując w finale reprezentanta gospodarzy Corrado Barazzuttiego (6:0, 6:3, 1:6, 6:8, 6:1). W 1974 na turnieju w Monachium pokonał Australijczyka Raya Ruffelsa, ale odpadł już w II rundzie. Szybko przegrał także na mistrzostwach Europy amatorów we Wrocławiu w sierpniu t.r. Grę pojedynczą mężczyzn we Wrocławiu wygrał Węgier Balázs Taróczy, którego kilka miesięcy wcześniej (w kwietniu 1974) Polak pokonał w decydującym meczu spotkania Pucharu Davisa. Fibak zdobył w meczu z Węgrami trzy punkty (debla wygrał w parze z Tadeuszem Nowickim), ale w kolejnej rundzie przeciwko Szwedom uległ zarówno Borgowi, jak i Johanssonowi, przegrał także, grając w parze z Nowickim, grę podwójną.
Wojciech Fibak po pierwszych sukcesach przerwał studia na Wydziale Prawa i Administracji Uniwersytetu im. Adama Mickiewicza i jesienią 1974 wyjechał do Hiszpanii na cykl turniejów Grand Prix. Przeszedł rundę na imprezie w Madrycie, a w Barcelonie osiągnął pierwszy sukces – ćwierćfinał, po pokonaniu m.in. Arthura Ashe’a. W 1975 był w ćwierćfinale międzynarodowych mistrzostw Niemiec w Hamburgu. W tej samej imprezie doszedł do finału w grze podwójnej, partnerując Janowi Kodešowi. Ponadto w deblu w 1975 wygrał turnieje w Madrycie, Monachium (oba z Kodešem), Hilversum, Louisville (oba z Guillermo Vilasem, w Louisville zwycięstwo zostało podzielone z braćmi Amritrajami z powodu deszczu, który uniemożliwił rozegranie finału), Paryżu (hala) i Devar (oba z Karlem Meilerem). Wyniki te dały mu 6. miejsce w klasyfikacji Grand Prix debla (30. miejsce w rankingu singla, w rankingu ATP – 58. miejsce w singlu).
Sezon 1976 okazał się jednym z najlepszych w karierze sportowej Fibaka. Wiosną dotarł do finału turnieju w Monte Carlo po pokonaniu Borga i Meilera (w finale przegrał z Vilasem w trzech setach), wygrał turniej w Sztokholmie (pokonał kolejno Vilasa, Toma Okkera i Ilie Năstase), następnie triumfował w imprezie Grand Prix w Bournemouth (w finale z Manuelem Orantesem). W październiku 1976 wygrał turniej w Wiedniu (w finale z Raúlem Ramírezem). Dalsze trzy finały (Louisville, Indianapolis i Toronto) oraz jeden półfinał (Londyn) dały Fibakowi 8. miejsce w klasyfikacji Grand Prix i prawo udziału w turnieju Masters w Houston. Polak w meczach grupowych pokonał Orantesa i Dibbsa, przegrał z Tannerem. Mimo jednej porażki awansował do półfinału, gdzie w pięciu setach pokonał Guillermo Vilasa. Finał Masters 1976 przeszedł do historii polskiego tenisa zarazem jako jeden z największych sukcesów, ale i jako niewykorzystana szansa. Fibak, w meczu transmitowanym przez polską telewizję, prowadził już 2:1 w setach i 4:1 w czwartej partii z Manuelem Orantesem. Hiszpan zdołał jednak odwrócić losy spotkania i to on triumfował w turnieju po końcowym zwycięstwie 5:7, 6:2, 0:6, 7:6 (7:1), 6:1. Wśród przyczyn, które miały zadecydować o niekorzystnej dla Fibaka zmianie przebiegu meczu, wymienia się wywiad, którego udzielił przy stanie 4:1 w czwartym secie znany aktor Kirk Douglas, będący wśród widzów pojedynku. Douglas stwierdził, że Orantes nigdy się nie poddaje i nie warto go skreślać przed końcem meczu. Wywiad był transmitowany na całą halę i zdaniem niektórych obserwatorów mógł zarówno usztywnić Fibaka, jak i dodać skrzydeł Orantesowi.
W 1976 Wojciech Fibak z równym powodzeniem grał także w deblu. Stworzył silną parę z Niemcem Karlem Meilerem, z którym wygrał turnieje w Monte Carlo i Düsseldorfie, oraz był w dalszych dwóch finałach. Para polsko-niemiecka zajęła 5. miejsce w klasyfikacji WCT (World Championship Tennis), dzięki czemu mogła wystąpić w turnieju finałowym tego cyklu w Kansas City. Także ten start zakończył się sukcesem – w finale Fibak i Meiler pokonali Boba Lutza i Stana Smitha 6:3, 2:6, 3:6, 6:3, 6:4. Fibak odnosił w 1976 sukcesy deblowe także w turniejach spoza cyklu WCT (impreza w Düsseldorfie, gdzie triumfował z Meilerem, również nie należała do rozgrywek WCT) – wygrał w Bournemouth (z McNairem), Teheranie i Madrycie (oba turnieje z Raúlem Ramírezem). Starty Polaka w 1976 przełożyły się na 8. miejsce w singlu i 7. w deblu w klasyfikacji Grand Prix oraz 14. w singlu i 13. w deblu w klasyfikacji ATP. Fibak zajął także 10. miejsce na liście płac, z zarobkami nieco ponad 230 tysięcy dolarów. Otrzymał tytuł Newcommer of the Year. O ówczesnej popularności Fibaka świadczy fakt, że produkowane w latach 70. białe skarpetki dla uprawiających tenis ziemny zostały określone przez producenta jako fibakówki.
Ustabilizowany w szerokiej czołówce światowej, w 1977 Fibak wygrał turniej WCT w Monterrey (pokonał w finale Gerulaitisa) i był w finale w Meksyku, a w cyklu Grand Prix okazał się najlepszy w Düsseldorfie (w finale z Rayem Moore’em) oraz był w finałach w Wiedniu i Kolonii. Zaliczył pierwszy ćwierćfinał wielkoszlemowy – na French Open uległ dopiero Guillermo Vilasowi. Był także w 1/8 finału Wimbledonu (porażka z Borgiem) i US Open (porażka z Gottfriedem). W grze podwójnej rozpoczął współpracę z Holendrem Tomem Okkerem, która przełożyła się na pięć wygranych turniejów WCT (Birmingham, Richmond, Meksyk, Toronto, Rotterdam) i jeden turniej Grand Prix (Sztokholm), a także kolejny udział w imprezie finałowej WCT w Kansas City (3. miejsce, po porażce z Gerulaitisem i Panattą oraz pokonaniu Dibbsa i Barazzuttiego). Ponadto Fibak wygrał turniej deblowy Grand Prix South Orange w parze z Australijczykiem Colinem Dibleyem. Z kolei w parze z Kodešem doszedł do finału French Open, ulegając parze Gottfried i Ramirez. W klasyfikacjach zajął w 1977 następujące miejsca – 13. w singlu i 11. w deblu (Grand Prix), 13. w singlu (w lipcu 1977 zajmował najwyższe miejsce w karierze – 10.) i 6. w deblu (ATP).
W 1978 w grze pojedynczej największym sukcesem Fibaka było zwycięstwo w turnieju Grand Prix w Kolonii, gdzie w półfinale pokonał rozpoczynającego wielką karierę Johna McEnroe, a w finale Vijaya Amritraja (Hindus skreczował w drugim secie). Polak był również w finale w Hamburgu (uległ Vilasowi). W turniejach wielkoszlemowych osiągnął IV rundę French Open i Wimbledonu oraz III rundę US Open i Australian Open. Przede wszystkim był to jednak sezon sukcesów deblowych. Fibak wygrał aż dziewięć turniejów – pięć z Okkerem (Houston, Hamburg, Toronto, Woodlands, Sztokholm) i po jednym z Janem Kodešem (Madryt), Víctorem Peccim (Louisville), Johnem McEnroe (Bazylea) i Kimem Warwickiem (Australian Open). Wygrywając mistrzostwa Australii w Melbourne – w finale 7:6, 7:5 z Paulem Kronkiem i Cliffem Letcherem – został drugim Polakiem po Jadwidze Jędrzejowskiej z tytułem wielkoszlemowym. W klasyfikacji Grand Prix Fibak zajął 14. miejsce w singlu i 1. w deblu, na liście ATP był 21. w singlu i 3. w deblu. Para Fibak-Okker zajęła 2. miejsce w klasyfikacji WCT i ponownie wystąpiła w turnieju finałowym cyklu, zdobywając w Kansas City tytuł mistrzów świata.
W sezonie 1979 Wojciech Fibak wygrał dwa turnieje singlowe (Denver i Stuttgart) oraz był w finałach w Monachium, Wiedniu i Kolonii. W 1/8 finału French Open uległ w pięciu setach Eddiemu Dibbsowi. Na konto sukcesów zapisał także kolejne cztery tytuły deblowe, wszystkie w parze z Okkerem – Filadelfia, Memphis, Stuttgart, Monachium. Został sklasyfikowany na 12. miejscu w singlu i 6. miejscu w deblu (Grand Prix) oraz 15. miejscu w singlu i 11. miejscu w deblu (ATP).
Rok 1980 był ponownie sezonem znaczących sukcesów Fibaka. Polak był w trzech ćwierćfinałach wielkoszlemowych – w Paryżu przegrał z Gerulaitisem, w Londynie zrewanżował się Gerulaitisowi, pokonał też Marka Edmondsona i Johana Krieka, przegrał z Brianem Gottfriedem, w Nowym Jorku pokonał Vilasa, a przegrał z Kriekiem (w pięciu setach, ostatni zakończony tie-breakiem). Te wyniki oraz trzy wygrane turniejowe (Dayton, Nowy Orlean, São Paulo) i jeden finał (Stuttgart, korty ziemne) sprawiły, że na listach czasopism fachowych „World Tennis Magazine” i „L’Equipe” zajmował 10. miejsce. Nieco niżej był w klasyfikacjach ATP (14.) i Grand Prix (15.) Wygrał również turnieje deblowe w Birmingham (z Okkerem) i w Stuttgarcie (z Tomášem Šmídem).
Na turnieju w Filadelfii w 1981 odniósł pierwsze w karierze zwycięstwo nad Amerykaninem Connorsem (doszedł do finału, gdzie uległ Roscoe Tannerowi). Wygrał turniej w szwajcarskim Gstaad, po finałowym zwycięstwie nad Yannickiem Noah. Connors zrewanżował się Fibakowi w 1/8 finału Wimbledonu, Polak osiągnął tę samą rundę na kortach im. Rolanda Garrosa, gdzie przegrał z Peccim. W 1982 wygrał trzy ostatnie turnieje (Amsterdam, Chicago, halowa impreza w Paryżu) oraz był w finałach w Neapolu i Dortmundzie, a w 1983 zaliczył ostatni finał singlowy – w Bazylei (skreczował w meczu finałowym z Gerulaitisem). Wygrywał nadal turnieje w grze podwójnej, chociaż na początku lat 80. nieco ograniczył występy deblowe. Zajmował się wówczas wprowadzaniem w świat tenisistów zawodowych Czecha Ivana Lendla.
W latach 1982–1987 wygrał trzynaście turniejów deblowych, mając za partnerów m.in. Kevina Currena, Borisa Beckera, Sandy Mayera. W 1987 odniósł dwa ostatnie zwycięstwa turniejowe – w Hilversum (w parze z Miloslavem Mečířem) i Tuluzie (z Michielem Schapersem). Wobec coraz słabszych wyników w singlu zdecydował się na zakończenie kariery w 1988. Ostatni występ turniejowy Fibaka miał miejsce w lutym 1988 w Rotterdamie – w singlu odpadł w II rundzie z Milanem Šrejberem, w deblu, w parze z Schapersem, w I rundzie z Edbergiem i Lecontem.

## Działalność po zakończeniu kariery

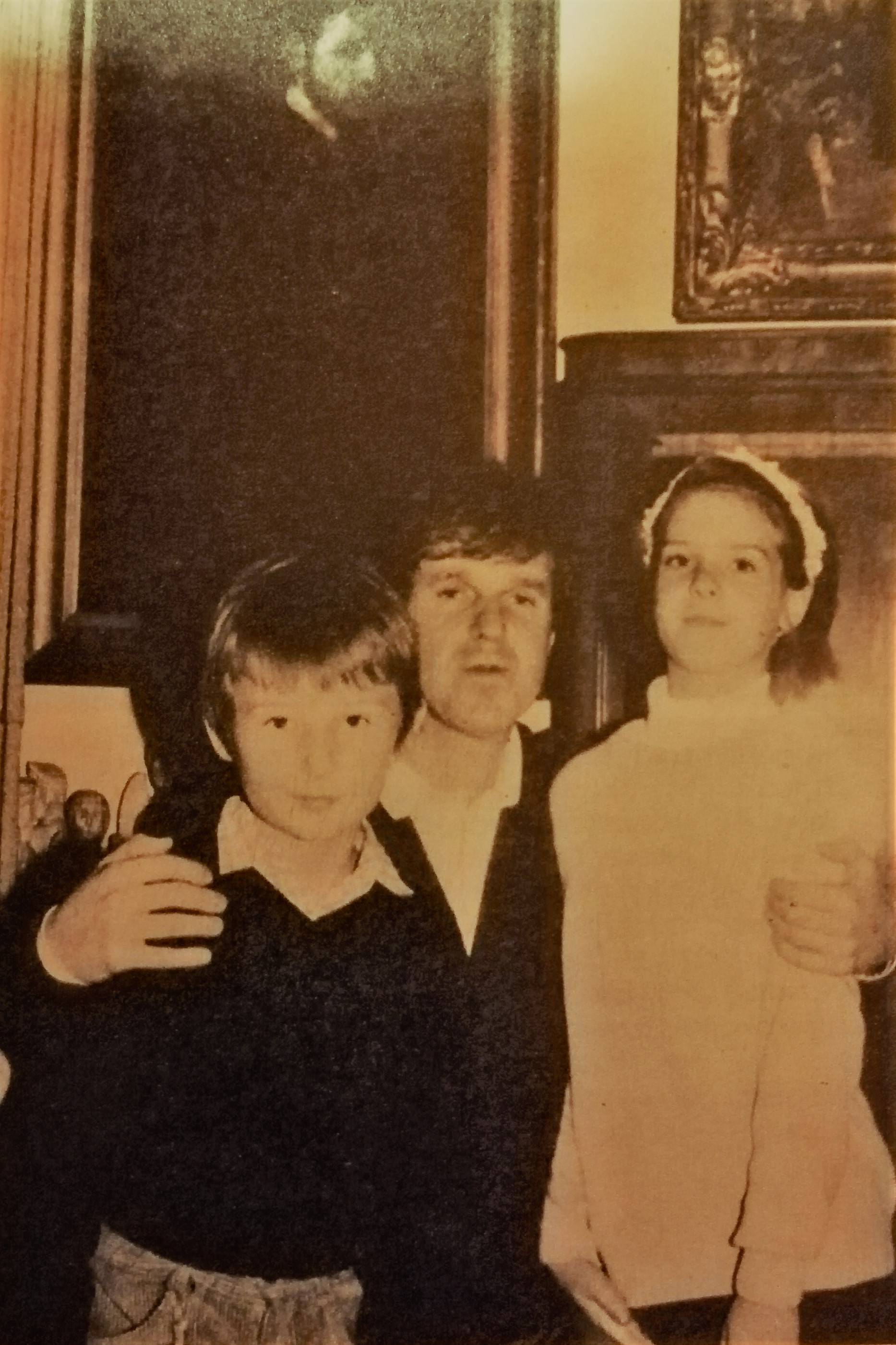
Wojciech Fibak z dziećmi (1988)

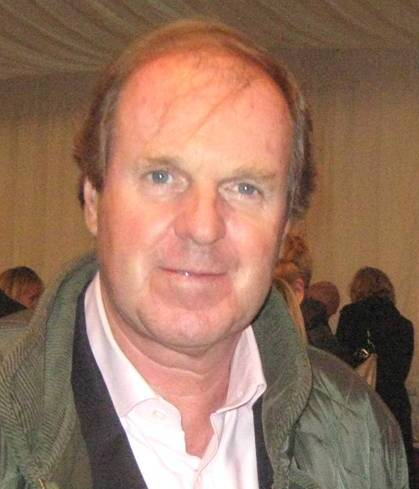
Wojciech Fibak (2010)

Zarobki zawodowe Fibaka wyniosły 2 725 403 dol. Zajęty przez większą część roku startami turniejowymi Fibak ograniczył po 1979 występy w Pucharze Davisa. W 1984 po pięciu latach przerwy zagrał w reprezentacji przeciwko Grecji i Izraelowi. W 1990 objął funkcję kapitana w Pucharze Davisa i jeszcze dwukrotnie wystawił samego siebie do gry w deblu – w meczu z Norwegią w 1990 i Węgrami w 1992. W 1990 poprowadził ekipę do awansu do grupy I Pucharu Davisa (odpowiednik II ligi, po Grupie Światowej), ale po porażce z Węgrami dwa lata później zrezygnował z pracy. Zespół polski, już pod kierownictwem Adama Królaka, przegrał w 1992 także z Norwegią i spadł do grupy II Pucharu Davisa.
W latach 90. pełnił również funkcję prezesa Polskiego Związku Tenisowego. Prawdopodobnie najważniejszą jego zasługą dla polskiego tenisa jest popularyzacja dyscypliny, niemal nieobecnej w szerokim odbiorze w okresie powojennym. Dostrzeżony przez kibiców Fibak wielokrotnie zajmował miejsca w czołowej dziesiątce Plebiscytu „Przeglądu Sportowego” (w 1976 był 3., przegrywając jedynie z mistrzami olimpijskimi Ireną Szewińską i Jackiem Wszołą).
Tenis Fibaka był urozmaicony. Praworęczny, skuteczny woleista, dysponował wachlarzem uderzeń, wyróżniał się dobrą pracą nóg. Ze względu na styl gry był chętnie zapraszany do turniejów pokazowych, już w 1975 został wybrany przez Connorsa na partnera do telewizyjnego meczu pokazowego.
Obecny jest na najważniejszych polskich turniejach. Po zakończeniu kariery osiadł w Monte Carlo (od kwietnia 1989 pełnił funkcję konsula honorowego RP w Monako) i startował w Polsce w światowych igrzyskach Polonii. Po zakończeniu kariery zawodowej zajął się także – wykorzystując kapitał zdobyty na kortach – działalnością biznesową. Stworzył Fibak Investment Group, był m.in. generalnym przedstawicielem na Polskę koncernu Volvo i wydawcą szeregu polskich czasopism, m.in. „Dziennika Śląskiego”, „Sportu”, „Gazety Poznańskiej”, „Expressu Wieczornego”. Znany jako kolekcjoner dzieł sztuki (tą pasją zaraził także Johna McEnroe czy Steffi Graf) – zwłaszcza malarstwa polskiego początku XX wieku, stworzył galerię polskiego malarstwa z siedzibą w Warszawie.
Ma dwie dorosłe córki z pierwszego małżeństwa. Po rozwodzie z pierwszą żoną ożenił się w 2000 roku z o wiele młodszą od niego Olgą Sieniawską, z którą ma jedną córkę. Drugie małżeństwo Fibaka zakończyło się rozwodem w 2014 roku.
Został członkiem komitetu poparcia Bronisława Komorowskiego przed przyspieszonymi wyborami prezydenckimi 2010.

### Publikacje
W 1978 wspólnie z dziennikarzem Stanisławem Garczarczykiem opublikował książkę Grajmy w tenisa.
W 1990 Daniel Passent opublikował biografię tenisisty To jest moja gra (wyd. „Krajowa Agencja Wydawnicza”).
W 2004 wydawnictwo „Axel Springer Polska” opublikowało książkę autorstwa Fibaka i Ewy Wąsikowskiej-Tomczyńskiej Moja prawdziwa historia (współwydanej ze wspomnieniami Jadwigi Kaczyńskiej).
Jeden z rozdziałów poświęcił Fibakowi w wydanej w 2004 roku Cezary Gurjew w książce Gwiazdy na antenie.
Jest autorem artykułów w pismach sportowych, gdzie komentuje bieżące wydarzenia tenisowe.

## Osiągnięcia

### Gra pojedyncza
Wygrane turnieje:
- 1976 Bournemouth, Sztokholm (WCT), Wiedeń
- 1977 Düsseldorf, Monterrey (WCT)
- 1978 Kolonia
- 1979 Denver, Stuttgart (hala)
- 1980 Dayton, Nowy Orlean, São Paulo
- 1981 Gstaad
- 1982 Amsterdam (WCT), Chicago (WCT), Paryż (hala)

Finały turniejowe:
- 1975 Shreveport
- 1976 Indianapolis, Louisville, Masters, Monte Carlo (WCT), Canadian Open
- 1977 Buenos Aires, Kolonia, Meksyk (WCT), Wiedeń
- 1978 Hamburg
- 1979 Kolonia, Monachium, Wiedeń
- 1980 Stuttgart (korty ziemne)
- 1981 Filadelfia
- 1982 Dortmund (WCT), Neapol (Finały WCT)
- 1983 Bazylea

### Gra podwójna
Wygrane turnieje:
- 1975 Monachium, Londyn, Paryż (hala), Hilversum, Louisville
- 1976 Düsseldorf, Monte Carlo (WCT), World Doubles WCT, Bournemouth, Barcelona, Madryt, Teheran
- 1977 Monterrey (WCT), South Orange, Barcelona, Birmingham (WCT), Meksyk (WCT), Richmond (WCT), Rotterdam, Sztokholm, Toronto (hala, WCT), Buenos Aires
- 1978 Madryt, Bazylea, Hamburg, Houston (WCT), Canadian Open, Stokholm, Woodlands Doubles, World Doubles WCT, Louisville, Australian Open
- 1979 Memphis, Monachium, Filadelfia, Stuttgart (hala)
- 1980 Dayton, Birmingham, Stuttgart (hala)
- 1982 Strasburg (WCT), Zell Am See (WCT)
- 1983 Kitzbühel
- 1984 Monachium, Rotterdam, Kolonia, Wiedeń
- 1985 Gstaad
- 1986 Wiedeń, Metz, Toronto (hala)
- 1987 Hilversum, Tuluza

Finały turniejowe:
- 1975 Hamburg, Barcelona, Indianapolis
- 1976 Wembley, Båstad, Atlanta (WCT), Barcelona (WCT), Nicea, Hilversum
- 1977 French Open, Wiedeń, Monte Carlo (WCT), Filadelfia (WCT)
- 1978 St. Louis (WCT), Mediolan (WCT)
- 1979 Los Angeles, San Francisco, Denver, Sztokholm, Stuttgart (korty ziemne)
- 1980 Denver, Cincinnati, Las Vegas, Masters Doubles WCT
- 1982 Rzym, Zurych (WCT)
- 1983 Gstaad
- 1984 Kitzbühel, Los Angeles
- 1985 Bruksela, Filadelfia
- 1986 Rotterdam